# Musée de Sydney

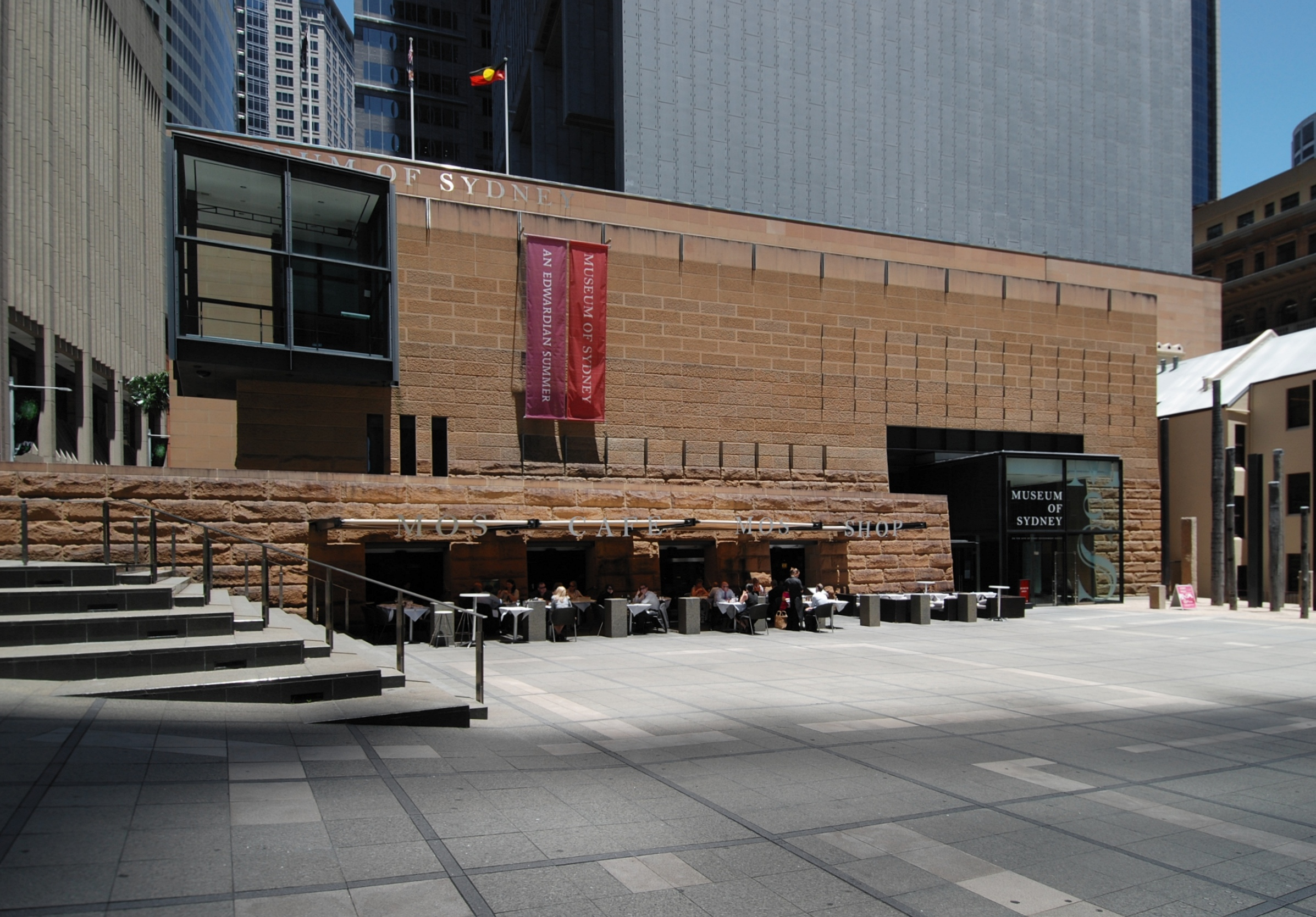
Entrée du Musée de Sydney au pied de la Governor Phillip Tower.

Le musée de Sydney est construit sur les ruines de la maison du premier gouverneur de  Nouvelle-Galles du Sud, Arthur Phillip au coin des actuelles Bridge et Phillip Streets, à Sydney en Australie. La maison, qui fut le premier siège du gouvernement australien a été construite en 1788 et dégagée par les archéologues en 1983. Le musée a été construit dans le cadre du projet de la Governor Phillip Tower. 
Le Musée de Sydney explore l'histoire coloniale et contemporaine de Sydney à travers des objets, des images et des nouveaux médias numériques. Une vue panoramique de Sydney - de 1788 jusqu'à aujourd'hui - s'étale sur les murs et les écrans vidéo. Les bagnards du début de la colonisation sont étudiés dans une gigantesque vitrine contenant les objets récupérés dans plus de 25 sites de fouilles archéologiques.